# Weißenbach am Lech
Weißenbach am Lech – gmina w Austrii, w kraju związkowym Tyrol, w powiecie Reutte. Liczy 1274 mieszkańców (1 stycznia 2015).